# Vindkraft - en dansk historie
|  | Denne artikel er oprettet af botten PalnaBot ud fra en ekstern database. Den kan derfor have sproglige fejl eller mangler. Denne skabelon kan fjernes efter kontrol af indholdet. |

Vindkraft - en dansk historie er en dansk dokumentarfilm fra 2003 skrevet og instrueret af Jørgen Vestergaard.

## Handling
I begyndelsen af halvfjerdserne fik Danmark sin første energikrise; fyringsolien blev rasende dyr, og elværker og politikere ønsker atomkraften indført hurtigst mulig. Men modstanderne organiserer sig, og alternative energikilder udvikles, blandt andet vindkraften. Hvem var vindmøllernes opfindere og ildsjæle? Hvordan blev tekniske og politiske vanskeligheder overvundet i den første primitive pionertid? Filmen opsøger iværksætterne og fortæller med indsigt og lune deres historie. Tømreren fra Herning, landsbysmeden fra Herborg, glasfibervingefabrikanten fra Økær og folkene fra Tvind. Sammen skabte de grundlaget for den danske vindmøllebranche, som 30 år efter stadig er verdens førende.